# Ovuliparité
L'ovuliparité est un mode de reproduction consistant en l'émission d'ovules ou ovocytes non fécondés dans le milieu. Dans ce mode de reproduction, la fécondation est externe.
L'ovuliparité est un trait répandu chez un grand nombre de taxons aquatiques, excepté :
- les amniotes ;
- les céphalopodes ;
- les monoplacophores ;
- les chondrichthyens.